# Девід Сенборн
Девід Вільям Сенборн (англ. David William Sanborn; 30 липня 1945 — 12 травня 2024) — американський альт-саксофоніст. Хоча Сенборн працював у багатьох жанрах, його сольні записи зазвичай поєднують джаз з інструментальним поп-музикою та R&B. Він випустив свій перший сольний альбом Taking Off у 1975 році, але грав на саксофоні ще до навчання в середній школі.
Один із комерційно найуспішніших американських саксофоністів, який здобув популярність з 1980-х років, Санборн описаний критиком Скоттом Янноу як «найвпливовіший саксофоніст на поп-музиці, R&B і кросоверах за останні 20 років». Його часто ототожнюють із дружнім до радіо гладким джазом, але він висловив несхвалення до цього жанру та своєї асоціації з ним.

## Раннє життя
Санборн народився в Тампі, штат Флорида, і виріс у Кірквуді, штат Міссурі. У молодості вісім років хворів на поліомієліт. Він почав грати на саксофоні за порадою лікаря, щоб зміцнити ослаблені грудні м’язи та покращити дихання, замість того, щоб займатися грою на фортепіано. Альт-саксофоніст Хенк Кроуфорд, у той час учасник гурту Рея Чарльза, мав ранній і тривалий вплив на Санборна.

## Кар'єра
Сенборн виступав з блюзовими музикантами Альбертом Кінгом і Літтлом Мілтоном у віці 14 років  Він продовжив грати блюз, коли приєднався до блюз-групи Пола Баттерфілда в 1967 році 
З 1967 по 1971 Сенборн записав чотири альбоми Баттерфілда як валторновий гурт і соліст. Рано вранці понеділка, 18 серпня 1969 року, Сенборн з'явився як учасник гурту на музичному фестивалі Вудсток у Бетелі, штат Нью-Йорк.
У 1972 році Сенборн зіграв трек «Tuesday Heartbreak» на альбомі Стіві Вандера Talking Book . Його робота в 1975 році з Девідом Боуї над Young Americans і над записом Джеймса Тейлора «How Sweet it Is (To Be Loved by You)» в альбомі «Gorilla» ще більше привернули увагу його альт-саксофона в популярній музиці.
У середині 70-х Сенборн став активним учасником популярної сцени джазового ф’южну, приєднавшись до гурту Brecker Brothers, де на нього вплинув Майкл Бреккер, і саме з братами він записав свій перший сольний альбом Taking Off, який нині вважається чимось своїм. класика джазу/фанку.

## Обладнання
Санборн грає на альт-саксофоні Selmer Mark VI. На початку 1980-х його підтримала Yamaha, і він грав на саксофонах на альбомах As We Speak і Backstreet, і його можна було побачити за грою на саксофоні Yamaha на джазовому фестивалі в Монтре в 1981 році.

## Нагороди та відзнаки
Він отримав шість премій "Греммі" і мав вісім золотих альбомів і один платиновий.
Санборн отримав премію Греммі за Voyeur (1981), Double Vision (1986) та інструментальний альбом Close Up (1988).
У 2004 році Сенборн був введений на Алею слави Сент-Луїса.

## Фільмографія

### Актор/ведучий
- Чарівник країни Оз на концерті: Мрії збуваються (1995)
Учасник акторського складу телевізійного мюзиклу
- Скрудж (1988)
Зіграв вуличного музиканта
- Недільний вечір (1988)
Був ведучим цього музичного шоу
- Magnum PI (1986)
Був запрошеним саксофоністом в епізоді LA
- Стелле Сулла Читта (1983)[13]

### Композитор
- Момент за моментом (1975)
- Стелла Сулла Читта (1983)
- Фіннеган Почніть знову (1985)
- Психо III (1986)
- Смертельна зброя 2 (1989)
- Смертельна зброя 3 (1992)
- Смертельна зброя 4 (1998)[13]

### Музикант
- Суботній вечір у прямому ефірі (1975)
- Роман Мерфі (1985)
- Психо III (1986)
- Смертельна зброя (1987)
- Tequila Sunrise (1988)
- Смертельна зброя 2 (1989)
- Смертельна зброя 3 (1992)
- Забудь Париж (1995)[13]
- Смертельна зброя 4 (1998)